# Ano Natsu e to
Singles de MAX
Love Impact
(1999) Ginga no Chikai
(1999)
Ano Natsu e to (あの夏へと) est le treizième single du groupe MAX.

## Présentation
Le single, produit par Max Matsuura, sort le 26 mai 1999 au Japon sous le label avex trax, deux mois et demi seulement après le précédent single du groupe Love Impact, au format mini-CD de 8 cm de diamètre, alors la norme pour les singles dans ce pays. Il atteint la 7e place du classement des ventes de l'Oricon, et reste classé pendant sept semaines. C'est alors le single le moins vendu du groupe à l'exception des deux premiers sortis en 1995.
Le single contient deux chansons originales et leurs versions instrumentales. La chanson-titre a été utilisée comme thème musical dans une publicité et comme générique de fin de deux émissions télévisées : Girls² de Nihon TV et Chance no Dendô de TBS. Elle ne figurera sur aucun album original du groupe, mais sera présente sur sa première compilation Maximum Collection qui sortira quatre mois plus tard, ainsi que par la suite sur sa compilation Precious Collection de 2002 (mais pas sur son Complete Best de 2010) ; elle sera remixée sur ses albums de remix Hyper Euro Max de 2000 et Maximum Trance de 2002 (mais pas sur son New Edition ~Maximum Hits~ de 2008). 
La chanson en face B, Natsu yo Sakuite (夏よ咲いて), inédite en album, a elle aussi servi de générique de fin de l'émission Girls².

## Liste des titres
Les chansons sont écrites, composées et arrangés par Pipeline Project.
| CD    | CD                                                   | CD    | CD | CD | CD | CD | CD | CD | CD |
| No    | Titre                                                | Durée |    |    |    |    |    |    |    |
| ----- | ---------------------------------------------------- | ----- | -- | -- | -- | -- | -- | -- | -- |
| 1.    | Ano Natsu e to (あの夏へと)                          | 4:38  |    |    |    |    |    |    |    |
| 2.    | Natsu yo Sakuite (夏よ咲いて)                        | 4:33  |    |    |    |    |    |    |    |
| 3.    | Ano Natsu e to (Original Karaoke) (あの夏へと ...)   | 4:38  |    |    |    |    |    |    |    |
| 4.    | Natsu yo Sakuite (Original Karaoke) (夏よ咲いて ...) | 4:29  |    |    |    |    |    |    |    |
| 18:18 |                                                      |       |    |    |    |    |    |    |    |